# Bàrixevo
Bàrixevo (en rus: Барышево) és un poble de l'óblast de Novossibirsk, a Rússia, que en el cens del 2010 tenia 5.195 habitants, pertany al districte de Novossibirsk.